# Omar Gordillo
Omar Gordillo Solano (Neiva, 1942), es un pintor y muralista colombiano.

## Biografía
Nació en Neiva, Colombia en 1942. Es hijo de un aviador de la Fuerza Aérea Colombiana, pero no ha dado a conocer el lugar exacto de su nacimiento por motivos personales. Al respecto, ha declarado “soy pintor colombiano, producto de tres departamentos, con ciudadanía mexicana”.
Estudió en la Escuela de Bellas Artes de Cali, donde se especializó en retratos, y luego de emigrar a Ciudad de México en 1966, en la Universidad Nacional de México. Allí fue alumno del muralista mexicano David Alfaro Siqueiros, con el cual colaboró en el mural La marcha de la humanidad. Permaneció en México hasta 1972.

## Obra
Uno de los temas recurrentes de su trabajo ha sido el de las niñas humildes de su país. El uso del tema de los niños de la calle comenzó en Ciudad de México, y continuó hasta aproximadamente el año 2002. Algunas de estas obras han sido litografiadas y decoran diversos lugares, e incluso han sido usadas en sellos postales.
Otro de los temas que con frecuencia han motivado su obra es el de la cultura pop. Ha retratado a muchas figuras de la pantalla y la pasarela (como Angelina Jolie, Salma Hayek y Adriana Lima, entre otras) y siente especial admiración por Michael Jackson, a quien siguió y retrató desde sus inicios.

## Labor humanitaria
Además de cooperar con y obsequiar obras a múltiples organizaciones humanitarias dedicadas a los niños más vulnerables, Gordillo participó como mediador en las negociaciones entre las FARC y la familia del policía José Norberto Pérez, cuyo hijo, quien sufría de cáncer terminal, había solicitado verlo. Para ello, Gordillo pintó un retrato del líder guerrillero Manuel Marulanda, con el fin de que este obsequio persuadiera a la guerrilla de liberar al policía. Lamentablemente, el niño falleció antes de que las FARC accedieran a su liberación.